# Сасунов Андрій Якимович
Андрій Якимович Сасунов (1909, село Дякове, тепер Антрацитівського району Луганської області — ?) — український радянський діяч, прохідник шахти № 28 «Венгерівка» Ровеньківського району Ворошиловградської області, новатор виробництва. Депутат Верховної Ради УРСР 2—3-го скликань.

## Біографія
Трудову діяльність розпочав у 1931 році на вугільних шахтах Донбасу. До 1936 року працював врубмашиністом шахти № 7—7-біс Боково-Антрацитівського району Донецької області. У 1936—1941 роках — прохідник похилих стволів шахти № 8—9 Боково-Антрацитівського району Донецької (потім — Ворошиловградської) області.
З 1943 року працював відкатником вагонів, потім очолював бригаду прохідників шахти № 28 «Венгерівка» Ровеньківського району Ворошиловградської області. Зробив чималий внесок в удосконалення організації праці у вибої. Бригада прохідників Сасунова проходила за місяць 65-90 погонних метрів штреку при плановому завданні 30 погонних метрів.
Член ВКП(б) з 1947 року.
Закінчив гірничі курси, здобув диплом гірничого техніка. Працював начальником відділу капітальних робіт Венгерівського шахтоуправління вугільного комбінату «Ворошиловградвугілля» міста Ровеньки Ворошиловградської області.
Потім — на пенсії у місті Ровеньках Ворошиловградської області.

## Нагороди
- орден Трудового Червоного Прапора
- орден «Знак Пошани»
- медалі
- значок «Відмінник соціалістичного змагання»